# Wtoraja Grigorjewka
Wtoraja Grigorjewka (ros. Вторая Григорьевка) – wieś (sieło) w Rosji, w obwodzie orenburskim, w rejonie sakmarskim. W 2021 liczyła 119 mieszkańców.